# ゼローア

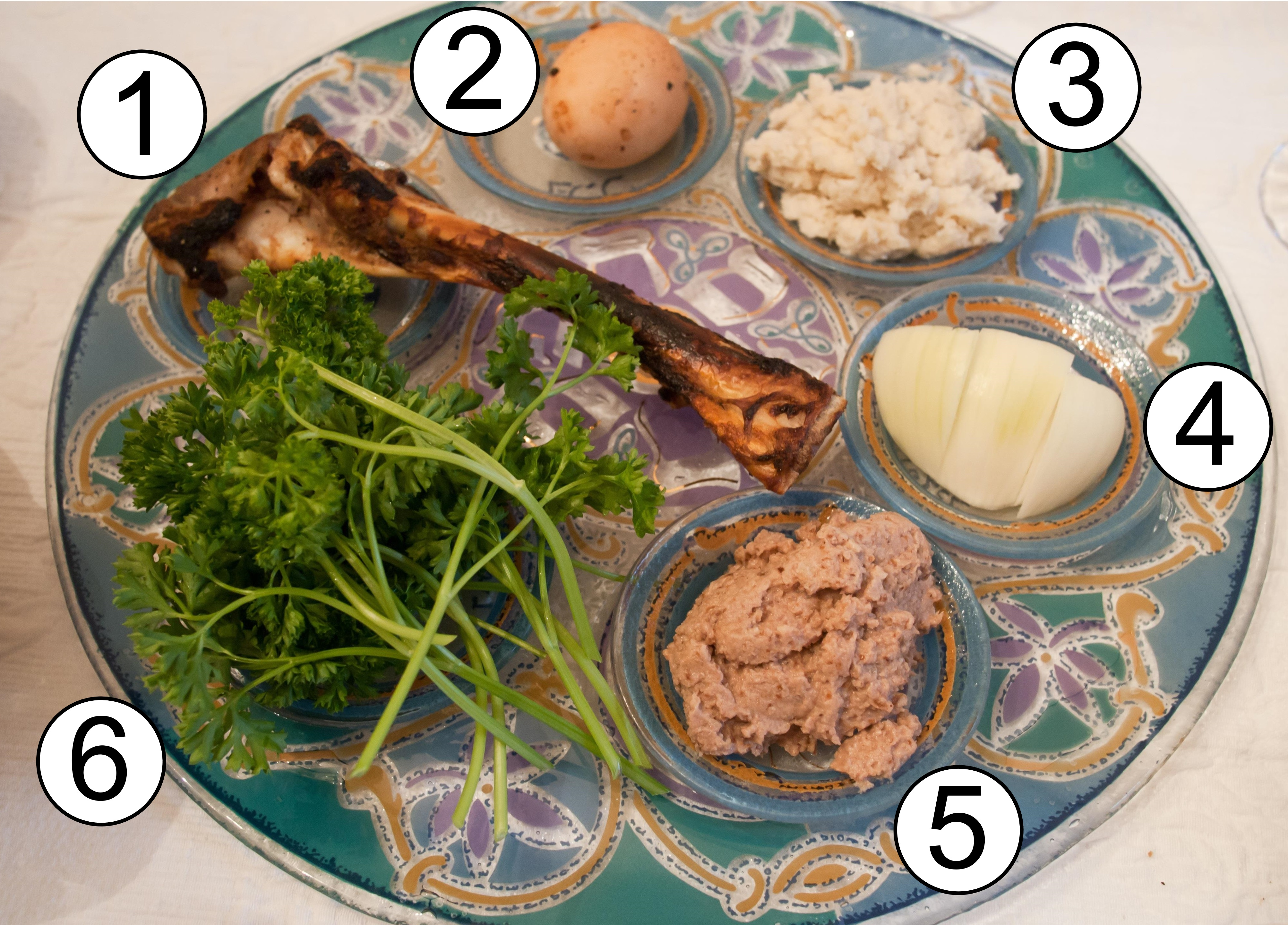
画像中の①がゼローア

ゼローア（זרוע, זְרוֹעַ）はセーデル・シェル・ペサハの料理の一つであり、骨付きの脛肉の焼き物。古代にエルサレム神殿において羊がささげられたコルバーン・ペサハ קָרְבָּן פֶּסַח qorbān pesach （ペサハの供え物）を象徴している。鶏か七面鳥の足か羽が、さっと火で焼かれる。